# De Pievre Ilunga
De Pievre Guy Boa Ilunga, född 2 januari 2004 är en svensk fotbollsspelare (mittfältare) som spelar för Örebro Syrianska IF. 

## Klubblagskarriär
De Pievre Ilunga började som femåring spela fotboll i moderklubben Finspångs FK. Som 11-åring gjorde han flytten till IFK Norrköping. Han hann även representera Örebro SK under ungdomsåren innan han flyttade till Degerfors IF som 16-åring.
Ett år efter flytten till "Degen" kritade Ilunga på sitt första A-lagskontrakt, då han skrev på ett treårsavtal med Degerfors IF. Några månader senare kom även den allsvenska debuten, då Ilunga stod för ett inhopp när Degerfors IF förlorade med 0-6 mot IFK Göteborg den 4 maj 2023. Under året blev det sedan ytterligare tre inhopp när Degerfors IF åkte ur Allsvenskan.Säsongen därpå fick han ingen speltid och valde inför säsongen att bryta kontraktet med Degerfors IF för att skriva på för Örebro Syrianska.

## Landslagskarriär
De Pievre Ilunga har representerat Sveriges U19-landslag. Förutom Sverige har han även möjlighet att representera Kongo-Kinshasa på landslagsnivå.
Debuten i "Blågult" skedde den 12 oktober 2023 då P17-landslaget förlorade med 1-4 mot Polen.

## Statistik
| Klubb              | Säsong             | Liga               | Liga    | Liga | Nationell cup | Nationell cup | Internationell cup | Internationell cup | Övrigt  | Övrigt | Totalt  | Totalt |
| Klubb              | Säsong             | Division           | Matcher | Mål  | Matcher       | Mål           | Matcher            | Mål                | Matcher | Mål    | Matcher | Mål    |
| ------------------ | ------------------ | ------------------ | ------- | ---- | ------------- | ------------- | ------------------ | ------------------ | ------- | ------ | ------- | ------ |
| Degerfors IF       | 2023               | Allsvenskan        | 4       | 0    | 2             | 0             | -                  | -                  | -       | -      | 6       | 0      |
| Totalt i karriären | Totalt i karriären | Totalt i karriären | 4       | 0    | 2             | 0             | 0                  | 0                  | 0       | 0      | 6       | 0      |